# ラッパと娘
「ラッパと娘」（ラッパとむすめ）は、服部良一作詞作曲による日本のポピュラー音楽（歌謡曲）。1939年に松竹楽劇団（SGD）の帝国劇場公演に服部が笠置シヅ子のために書き下ろしたショーナンバーで、同年12月にシングルレコード（30476-A）が発売された。

## 解説
日本コロムビアから発売された、笠置シヅ子の正式なデビュー曲。また、名コンビでもある服部良一から提供を受けた最初の作品。1939年、男女混成のレビュー劇団である松竹楽劇団（少女歌劇の松竹歌劇団とは別団体）の帝国劇場公演中、笠置のために服部が書き下ろした。1939年7月13日から31日まで、帝国劇場での公演内で発表された。その後、同公演中にコロムビアの専属歌手となった笠置が入社第一回作品として、吹き込みを行った。
服部の抜群のセンスと、笠置の卓越した歌唱力がマッチした傑作といえる。直立不動の歌唱、躍動感に乏しい楽曲が当たり前だった時代に、本楽曲のようなスキャットやシャウトを駆使した笠置の歌声は観客らを魅了した、と伝えられている。

## カバー
- 東京スカパラダイスオーケストラ - 1993年発売のアルバム『PIONEERS』に収録。
- 日野皓正・松浦亜弥（共演）- 2007年発売の『服部良一 〜生誕100周年記念トリビュート・アルバム〜』に収録。
- 神野美伽 - 2024年発売の笠置シヅ子＆服部良一カバーアルバム「SIZUKO！QUEEN OF BOOGIE」に収録

### リバイバル
2023年、NHK連続テレビ小説『ブギウギ』で、笠置がモデルとされるヒロインの福来スズ子（趣里）が劇中で歌唱・放映されたことで話題となり、YouTubeのNHK公式チャンネルで公開されたフルバージョンの動画は、1ヶ月余りで385万回再生を記録。一時は“急上昇動画”としてピックアップされた。同年12月13日、日本コロムビアは本楽曲と同様にYouTubeやSNS等で反響を呼んだ劇中歌を集めたミニ・アルバムCD『福来スズ子 傑作集』を“福来スズ子（趣里）”名義で発売し、アルバム発売に先立ち11月11日には本楽曲のシングルカット盤を配信限定で先行発売した。